# Holešov
Holešov (niem. Holleschau) – miasto w Czechach, w kraju zlińskim, w powiecie Kromieryż. Leży na terenie historycznych Moraw. Według danych z 31 grudnia 2003 powierzchnia miasta wynosiła 3 396 ha, a liczba jego mieszkańców 12 384 osób.
W mieście jest stacja kolejowa Holešov.

## Demografia
| Rok             | 1970   | 1980   | 1991   | 2001   | 2003   |
| --------------- | ------ | ------ | ------ | ------ | ------ |
| Liczba ludności | 10 972 | 12 317 | 12 717 | 12 463 | 12 384 |

Źródło: Czeski Urząd Statystyczny

## Historia
W dniu 5 grudnia 1918 roku żołnierze czechosłowaccy dokonali tu pogromu ludności żydowskiej w wyniku którego dwie osoby zostały zamordowane.

## Znane osoby urodzone w mieście
- Franz Xaver Richter – kompozytor tworzący w okresie klasycyzmu
- Marcin z Holeszowa – duchowny katolicki, prawnik, wykładowca Uniwersytetu Krakowskiego

## Współpraca
- Turčianske Teplice, Słowacja
- Pszczyna, Polska
- Desinić, Chorwacja
- Skawina, Polska[2]